# Maria Rosaria Riuzzi
Maria Rosaria Riuzzi (Roma, 1º febbraio 1957) è un'attrice italiana.

## Biografia
Specializzata in scene di nudo, dopo aver ricoperto parti secondarie principalmente in film poliziotteschi italiani anni settanta (Roma violenta, Roma a mano armata), ha il ruolo di protagonista nel film Sorbole... che romagnola, commedia sexy diretta da Alfredo Rizzo nel 1976. Appare anche in due film diretti da Joe D'Amato nella seconda metà del decennio ed in Salon Kitty di Tinto Brass. Abbandona la scena cinematografica nel 1980.

## Filmografia
- Emanuelle e Françoise (Le sorelline), regia di Joe D'Amato (1975)
- Roma violenta, regia di Marino Girolami (1975)
- La moglie vergine, regia di Marino Girolami (1975)
- Il tempo degli assassini, regia di Marcello Andrei (1975)
- Salon Kitty, regia di Tinto Brass (1975)
- Roma, l'altra faccia della violenza, regia di Marino Girolami (1976)
- Sorbole... che romagnola, regia di Alfredo Rizzo (1976)
- Mandinga, regia di Mario Pinzauti (1976)
- Liberi armati pericolosi, regia di Romolo Guerrieri (1976)
- La madama, regia di Duccio Tessari (1976)
- Roma a mano armata, regia di Umberto Lenzi (1976)
- Amore all'arrabbiata, regia di Carlo Veo (1976)
- Il signor Ministro li pretese tutti e subito, regia di Sergio Grieco (1977)
- Immagini di un convento, regia di Joe D'Amato (1979)

## Doppiatrici
- Emanuela Fallini in Sorbole... che romagnola